# Петро-Павлівський жіночий скит Жидичинського монастиря

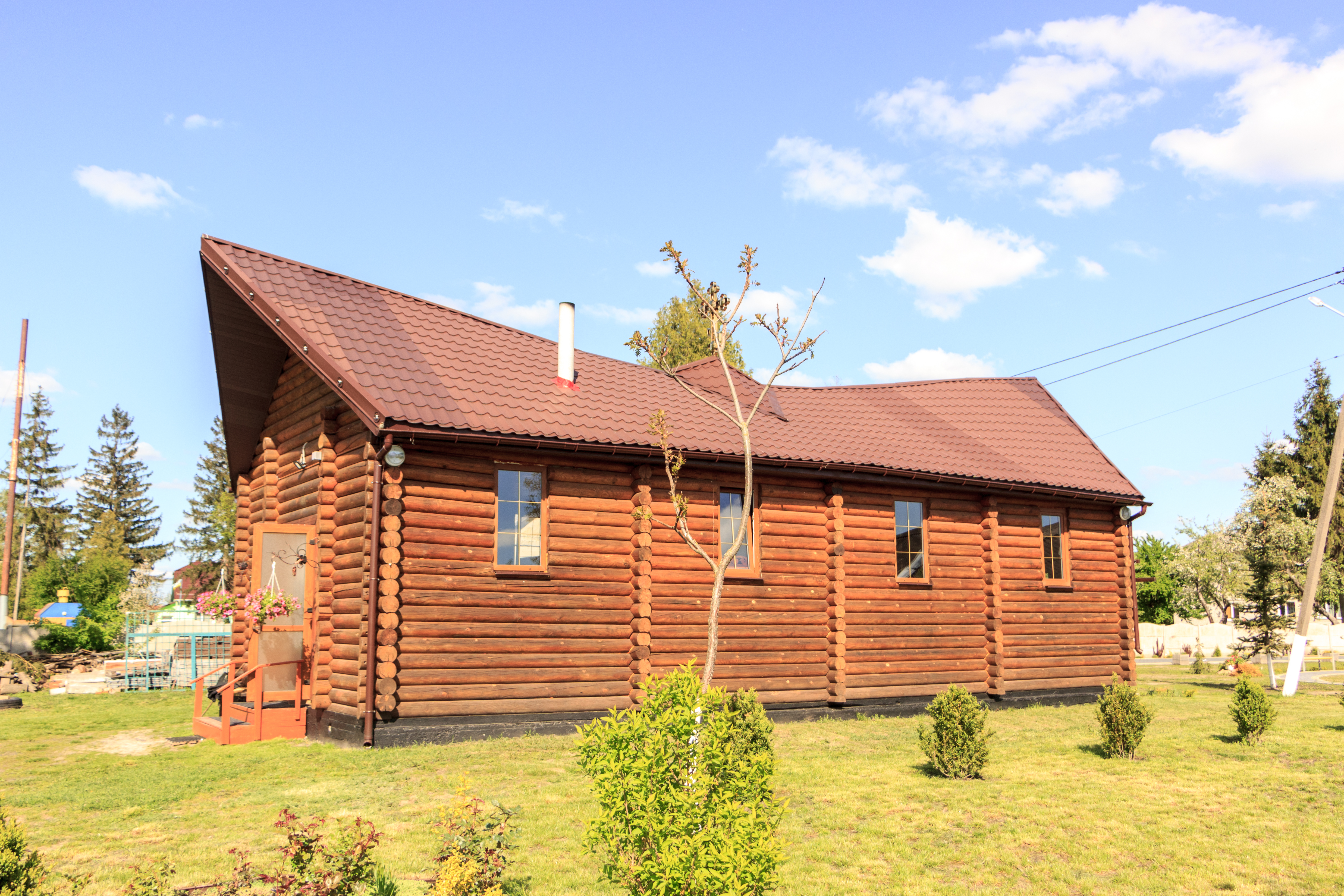
Великий храм скита

Петро-Павлівський скит Жидичинського монастиря розміщений у селі Липляни, що за 3 кілометри від Жидичина. Більше як 300 років ця територія не мала православного храму. За ініціативи братії Жидичинського монастиря тут у 2015 році постав скит .  

Село Липляни просякнуте відчуттям торжества християнського тріумфу над тоталітарною радянською системою. Будучи колишньою чеською колонією і поселенням волинських чехів тут народився, виховувався та поставав місцевий священномученик Мирон. Він, перебуваючи в ув’язненні в таборах, не полишав свого покликання і незважаючи на сувору заборону, регулярно здійснював Божественну Літургію. Приводом для розстрілу священномученика Мирона стали знайдені в його ліжку святе Євангеліє та хрест з якими він ніколи не розлучався.

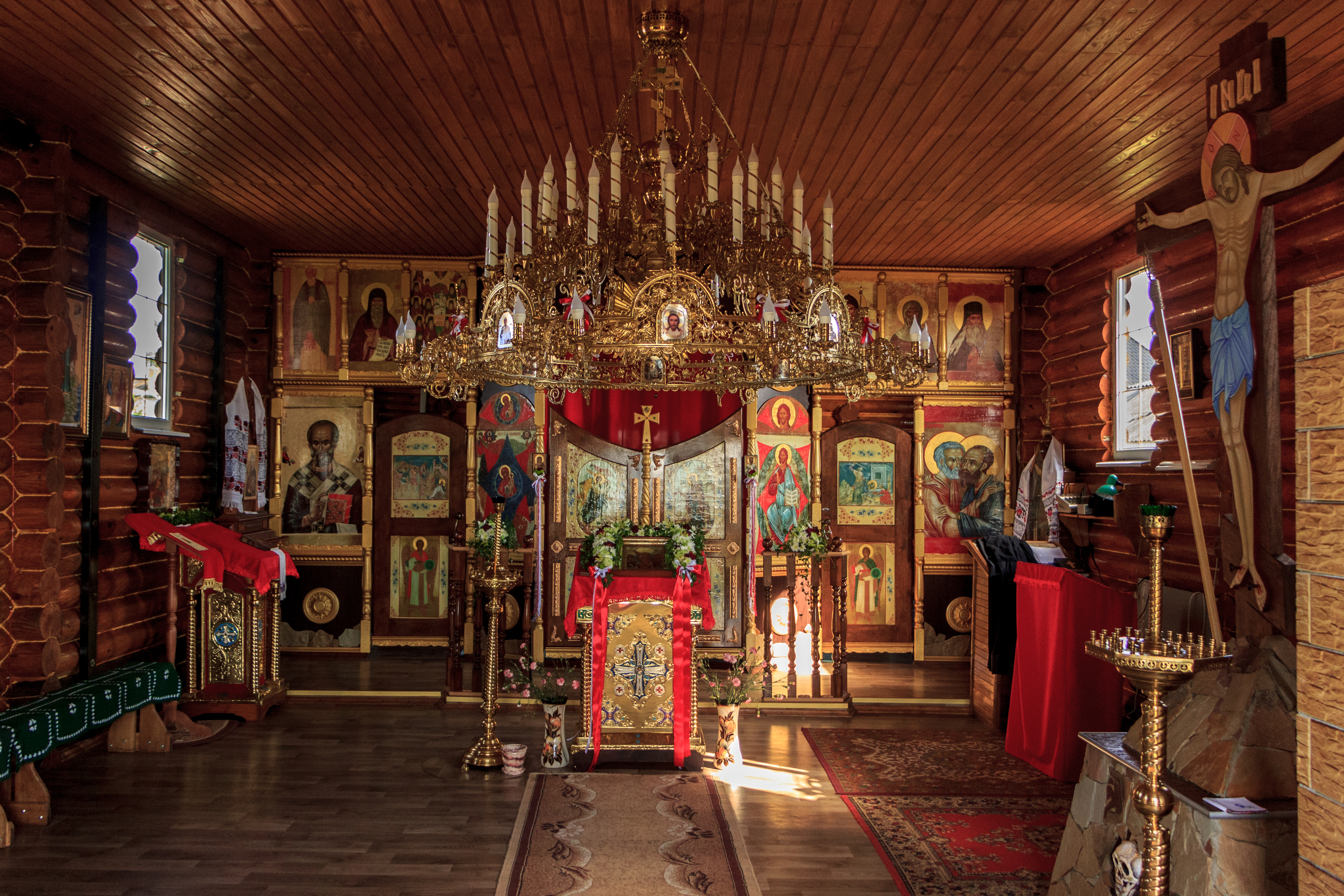
Петро-Павлівський храм Липлянського скита

Архівні дані зазначають, що в 1950 році у Липлянах також діяла санітарно-лісова школа, яку очолювала дочка репресованого православного священика Михалевич Лідія Феофанівна. Саме вона в ті суворі радянські часи не побоялась запрошувати ченців, яким подарувала власну оселю, задля опіки хворими дітками інтернату[джерело?]. Відомо, що пізніше, цю жінку звільнили з посади і позбавили права жити в Липлянах. 
Нині ж в центральній частині села на берегах річки Стир красується Петро-Павліський жіночий скит, в якому несуть послух монахині, діє недільна школа, облаштовано сквер . 
З 2020 року настоятелькою Петро-Павлівського скита Жидичинського монастиря є матушка Євлалія (Стаднюк) . Якщо хочете помилуватися красою природи, віднайти душевний спокій, завітайте в це Богом благословенне місце.
Окрім Петро-Павлівського скита Жидичинський монастир має ще два скита: Свято-Духівський та скит ікони Божої Матері "Живоносне джерело"